# Fud Lekler
Fud Lekler (1924 — 20. septembar 2010) bio je belgijski pevač i pijanista. Lekler je tokom svoje karijere svirao harmoniku i klavir, i bio je tekstopisac i pevač.
Najpoznatiji je po svom učestvovanju na Evroviziji predstavljajući Belgiju i to 4 puta: 1956. sa pesmom „Messieurs les noyés de la Seine” (rezultat nepoznat); 1958. sa pesmom  (osvojio 5. mesto od 10 pesama sa 8 bodova); 1960. sa pesmom  (osvojio 6. mesto od 13 pesama sa 9 bodova); i 1962. sa „Ton nom” (osvojio zadnje mesto od 16 pesama sa 0 bodova ).
Osim učešća na Evroviziji bio je poznat kao prateći pijanista Juliete Greko.
Posle penzionisanja pojavio se na Izboru za belgijsku pesmu Evrovizije kao specijalni gost. U penziji je putovao po svetu.
Umro je u Ganšorenu, u Belgiji 20. septembra 2010. godine u 85. godini života.

## Spoljašnje veze
- Fud Lekler на веб-сајту  (језик: енглески)
- Tom nom, Eurovision 1962 на веб-сајту